# Пришляк Василь Дмитрович
Васи́ль Дми́трович Пришля́к (14 січня 1929, смт Козлів, Тернопільської області — 4 січня 2019, м. Тернопіль) — український клініцист-кардіолог, науковець, педагог, заслужений лікар України, доцент.

## Життєпис
Василь Пришляк народився в бідній сім'ї селян. Навчався в Бережанському педучилищі, служив в армії, закінчив Омське військово-медичне училище, також працював у військовому шпиталі. У 1963 закінчив Тернопільський медичний інститут.
Після закінчення клінічної ординатури працював на кафедрі факультетської, пропедевтичної та шпитальної терапії. Впродовж двадцяти років проводив практичні заняття з кардіології для студентів та курував кардіологічну службу Тернополя. Протягом 1980—1984 викладав новий на той час предмет — «Курс клінічної фармакології». Упродовж 1997—2003 був доцентом кафедри шпитальної терапії № 2.
Від вересня 2003 працює кардіологом-консультантом консультативно-лікувального центру Тернопільського медичного університету.

## Доробок
Автор та співавтор понад 110 наукових праць, методичних вказівок і посібників для студентів і лікарів.